# Pariétine
La pariétine, appelée aussi physcion, est le pigment cortical de couleur jaune/orange appartenant à la famille des anthraquinones. C'est le pigment principal des lichens du  genre  Xanthoria et Caloplaca : il s'y dépose en cristaux extracellulaires dans leur cortex supérieur. On le retrouve aussi dans les racines de l'oseille: Rumex crispus.
Le thalle de ces lichens est K+ rouge-pourpre (réaction de la pariétine avec la KOH).

## Études scientifiques
Plusieurs études et observations de terrain tendent à montrer que ce composé protège l'algue symbiotique (photobionte) qui vit en association avec le champignon (algue verte principalement du genre Trebouxia) des fortes intensités lumineuses, en particulier des UV. La quantité de pariétine dans le cortex varie fortement en fonction de l'éclairement, les thalles situés en pleine lumière dans les falaises contenant en moyenne cinq fois plus de ce composé que ceux vivant dans les sous-bois, en particulier de conifères. La pariétine a ainsi un pouvoir photoprotecteur chez Xanthoria parietina.
Ce pigment, présent notamment dans la rhubarbe, présenterait des propriétés chimiques permettant de ralentir la progression de cellules tumorales et constituant ainsi une piste de traitement anti-cancer.